# 谷上奈津美
谷上 奈津美（たにがみ なつみ）は福岡県・熊本県を中心に活躍するモデル・タレントである。
アソウスタイルオフィス所属。

## 概要
福岡県北九州市出身。1979年8月1日生まれ。血液型はA型。
福岡県を中心に、熊本県や山口県でレポーターやCM、モデルなどマルチに活躍している。2011年に妊娠。翌年この事実を公表し、年度替わりを機に一旦全ての仕事を降りて出産・育児休暇に入ることにしている。育児休暇を経てママタレントとして復帰。

## 出演番組

### テレビ番組

#### 現在
- ももち浜ストア（TNC　月曜〜木曜9:50〜10:55、金曜9:50〜11:25）
- ももち浜ストア プラス（TNC　月曜〜木曜10:55〜11:15）
- ももち浜DXストア（TNC　日曜8:25〜8:55）
- 駅前TVサタブラ（KAB　土曜9:30〜10:40）
- テレビショッピング はぴねすくらぶ
- みみよりサタディ!（TVQ　土曜11:00～11:30）

#### 過去
- 住宅情報特番（TNC）
- 旅の玉手箱（KBC　土曜17:55～18:00）
- ごっくん食べある記（KBC　日曜17:55〜18:00）

### CM
- 福岡銀行
- ほっともっと
- オートマックス
- 全教研
- セキスイハイム九州
- 熊本コウヨウリース
- 宇部マテリアルズ
- 温泉温度調整機器
- エクシス
- 丸美ネストワンソラーレ
- ミンクルプロダクツ
- リノリース
- Hit住宅展示場